# Sisymbrium llatasii
Sisymbrium llatasii es una especie herbácea perteneciente a la familia Brassicaceae.
Habita en la parte más alta del cerro Reque (parte sur) en Chiclayo, Perú. Planta herbácea anual, de 50 a 60 cm de altura, ramificación paralela, con hojas palmatinervias, flores blancas con cuatro pétalos y seis estambres, y vainas en las cuales se encuentran las semillas.